# Dżepcziszte

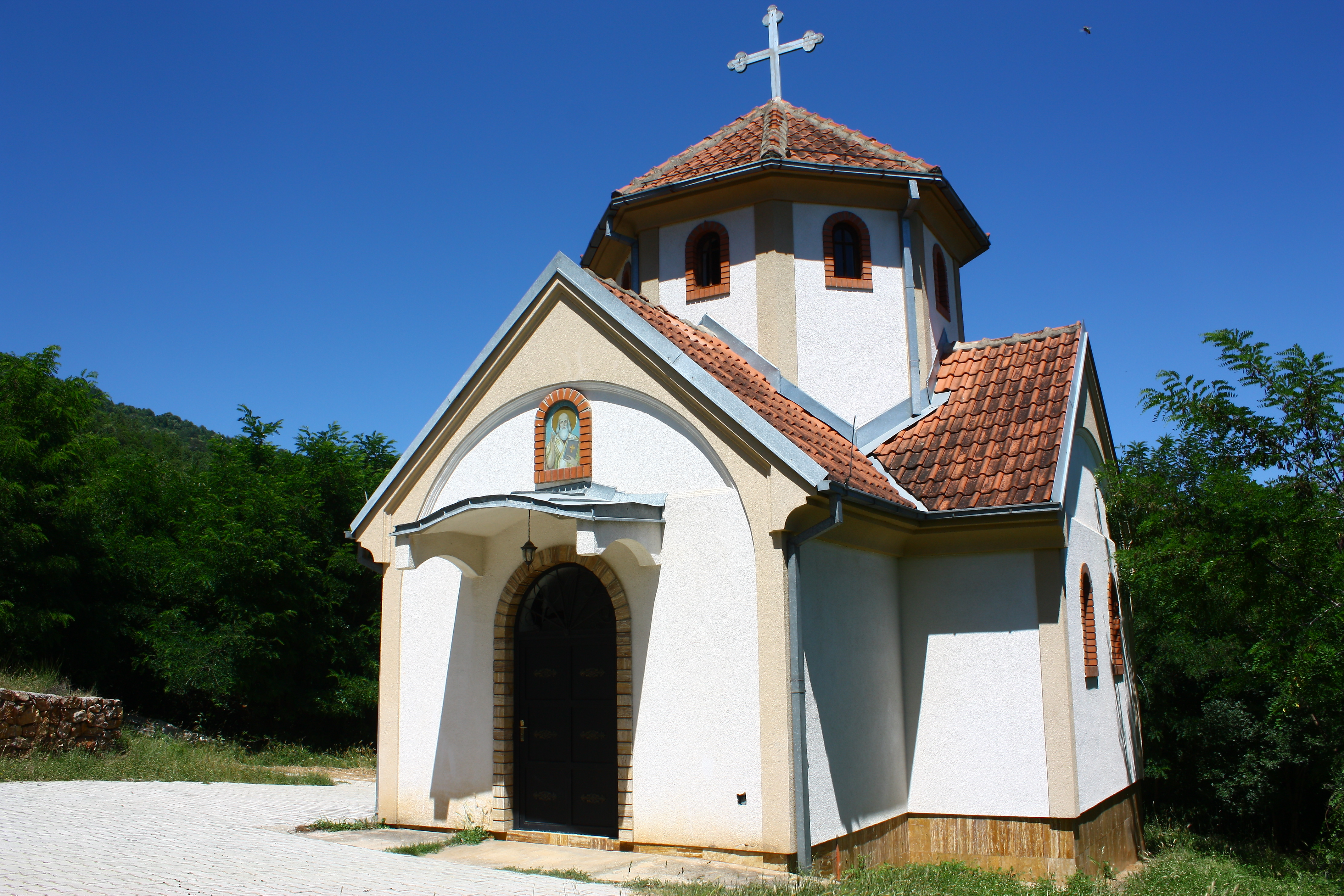
Cerkiew Św. Atanazego

Dżepcziszte (mac. Џепчиште, serb.-chorw. Džepčište) – wieś w północnej Macedonii Północnej w gminie Tetowo.